# ISO 3166-2:VN
Kódy ISO 3166-2 pro Vietnam identifikují 58 provincií a 5 měst (stav v roce 2015). První část (VN) je mezinárodní kód pro Vietnam, druhá část sestává ze dvou čísel nebo písmen identifikujících provincii nebo město.

## Seznam kódů
```
VN-CT město 
Can Tho

VN-DN město 
Danang

VN-HP město 
Haiphong

VN-HN město 
Hanoj

VN-SG město 
Ho Či Minovo Město

VN-01 Lai Châu
VN-02 Lào Cai
VN-03 Hà Giang
VN-04 Cao Bằng
VN-05 Sơn La
VN-06 Yên Bái
VN-07 Tuyên Quang
VN-09 Lạng Sơn
VN-13 Quảng Ninh
VN-14 Hòa Bình
VN-18 Ninh Bình
VN-20 Thái Bình
VN-21 Thanh Hóa
VN-22 Nghệ An
VN-23 Hà Tĩnh
VN-24 Quảng Bình
VN-25 Quảng Trị
VN-26 Thừa Thiên-Huế
VN-27 Quảng Nam
VN-28 Kon Tum
VN-29 Quảng Ngãi
VN-30 Gia Lai
VN-31 Bình Định
VN-32 Phú Yên
VN-33 Đắk Lắk
VN-34 Khánh Hòa
VN-35 Lâm Đồng
VN-36 Ninh Thuận
VN-37 Tây Ninh
VN-39 Đồng Nai
VN-40 Bình Thuận
VN-41 Long An
VN-43 Bà Rịa-Vũng Tàu
VN-44 An Giang
VN-45 Đồng Tháp
VN-46 Tiền Giang
VN-47 Kiên Giang
VN-48 Hậu Giang
VN-49 Vĩnh Long
VN-50 Bến Tre
VN-51 Trà Vinh
VN-52 Sóc Trăng
VN-53 Bắc Kạn
VN-54 Bắc Giang
VN-55 Bạc Liêu
VN-56 Bắc Ninh
VN-57 Bình Dương
VN-58 Bình Phước
VN-59 Cà Mau
VN-61 Hải Dương
VN-63 Hà Nam
VN-66 Hưng Yên
VN-67 Nam Định
VN-68 Phú Thọ
VN-69 Thái Nguyên
VN-70 Vĩnh Phúc
VN-71 Điện Biên
VN-72 Đắk Nông
```